# Sobre el análisis por ecuaciones con un número infinito de términos
De analysi per aequationes numero terminorum infinitas (o Del análisis por series infinitas, Del análisis por ecuaciones con un número infinito de términos, o Del análisis por medio de ecuaciones de un número infinito de términos) es un trabajo matemático de Isaac Newton.

## Creación
Compuesto en 1669, probablemente a mediados de ese año, a partir de ideas que Newton había adquirido durante el período 1665-1666. Newton escribió:

Y sea lo que sea que el análisis común realice por medio de ecuaciones de un número finito de términos (siempre que se pueda hacer), este nuevo método siempre podrá realizar lo mismo por medio de infinitas ecuaciones. De modo que no he hecho ninguna cuestión de dar a esto el nombre de Análisis igualmente. Porque las razones en esto no son menos ciertas que en el otro, ni las ecuaciones menos exactas; aunque nosotros, los mortales, cuyas facultades de razonamiento están confinadas dentro de estrechos límites, no podemos expresar ni concebir los términos de estas ecuaciones como para saber exactamente a partir de ellas las cantidades que queremos. Para concluir, podemos considerar con justicia que pertenece al arte analítico, con cuya ayuda pueden determinarse exacta y geométricamente las áreas y longitudes, etc., de las curvas. Newton

La explicación fue escrita para remediar las aparentes debilidades en la serie logarítmica [serie infinita para {\displaystyle \log(1+x)}], registro que se había vuelto a publicar debido a Nikolaus Mercator, o por el estímulo de Isaac Barrow en 1669, para determinar el conocimiento de la autoría previa de un método general de series infinitas. El escrito circuló entre los eruditos como un manuscrito en 1669, que incluía a John Collins, un analista de matemáticas, para un grupo de matemáticos británicos y continentales. Su relación con Newton en calidad de informante resultó fundamental para asegurar el reconocimiento de Newton y el contacto con John Wallis en la Royal Society. Tanto la Cambridge University Press como la Royal Society rechazaron la publicación del tratado, siendo publicado en Londres en 1711 por William Jones, y nuevamente en 1744, como Methodus fluxionum et serierum infinitarum con la misma aplicación a la geometría de las curvas en Opuscula mathematica, philosophica et philologica de Marcum-Michael Bousquet, en ese momento editado por Johann Castillioneus.

## Contenido
La serie exponencial, es decir, con tendencia al infinito, fue descubierta por Newton y está contenida dentro del Análisis. El tratado contiene también las series de senos y cosenos y las series de arcos, las series logarítmicas y las series binomiales